# Denis Shapovalov
Denis Shapovalov (/ˌʃɑːpəˈvɑːləv, -ləf/ SHAH-pə-VAH-ləv, -⁠ləf; tiếng Hebrew: דניס שפובלוב; tiếng Nga: Денис Викторович Шаповалов [ʂəpɐˈvaɫəf]; sinh ngày 15 tháng 4 năm 1999) là một vận động viên quần vợt chuyên nghiệp người Canada. Anh hiện tại đang là tay vợt trẻ trong top 100 của bảng xếp hạng ATP, và là tay vợt trẻ vào trong top 30 kể từ năm 2005. Thứ hạng đánh đơn ATP cao nhất của anh là số 23 trên thế giới.
Shapovalov bắt đầu nổi sau khi vào vòng bán kết giải Masters Rogers Cup khi mới 18 tuổi, đánh bại nhà vô địch Grand Slam Juan Martín del Potro và Rafael Nadal. Anh cũng vào bán kết giải Masters Madrid Open 2018 và trở thành tay vợt số 1 Canada vào tháng 5 với vị trí số 21 trên thế giới.
Khi sự nghiệp còn trẻ, Shapovalov đã có thứ hạng đánh đơn trẻ ITF cao nhất là số 2 sau khi giành được danh hiệu Wimbledon vào năm 2016, và danh hiệu đôi Mỹ Mở rộng vào năm 2015.

## Cuộc sống
Shapovalov sinh ra ở Tel Aviv, Israel, con trai của Tessa và Viktor Shapovalov. Bố mẹ anh là công dân Nga-Israel. Mẹ anh là người Do Thái, và bố anh là người Nga Chính thống giáo Đông phương. Shapovalov có một người anh trai là Evgenily, cũng sinh ra ở Israel.
Gia đình anh chuyển từ Israel đến Canada trước ngày sinh nhật đầu tiên của Denis. Anh sau đó sống ở Vaughan, Ontario. Anh bắt đầu chơi quần vợt tại câu lạc bộ mà mẹ anh đã huấn luyện khi anh 5 tuổi. Mẹ anh, Tessa, đã mở câu lạc bộ của bà ở Vaughan, tên là TessaTennis, giúp anh có nơi tập luyện tốt và dạy môn thể thao này cho người khác. Bà ấy vẫn đang là huấn luyện viên của anh, với Martin Laurendeau. Shapovalov đã theo học ở Trường Trung học Cơ sở Stephen Lewis ở Vaughan. Anh có biệt danh là "Shapo".
Shapovalov thạo tiếng Nga. Anh đã có cuộc phỏng vấn đầu tiên của mình bằng tiếng Nga cho các bình luận viên người Nga Eurosport. Bây giờ, anh đang sống ở Nassau, Bahamas. Anh thi đấu cho Canada, nhưng mang quốc tịch cả Israel và Canada.

## Sự nghiệp quần vợt

### Trẻ
Khi Shapovalov 13 tuổi, nhu cầu tập luyện của anh nhiều để mẹ anh có thể huấn luyện. Đó là thời điểm mà gia đình anh thuê Adriano Fuorivia, một cựu quản lý phát triển quần vợt cho Quần vợt Canada, trở thành huấn luyện viên và theo Shapovalov trong khi cha mẹ ở nhà tiềm kiếm học viện. Adriano gắn bó với Shapovalov 4 năm, bao gồm các danh hiệu trẻ và ITF Futures, đặc biệt là danh hiệu dôi trẻ Mỹ Mở rộng 2015 và đơn trẻ Wimbledon 2016. Vào tháng 10 năm 2013, Shapovalov giành được danh hiệu đơn trẻ đầu tiên tại ITF G5 ở Burlington, Ontario. Anh giành được danh hiệu đơn thứ hai ở Burlington. Vào tháng 7 năm 2014, Shapovalov giành được danh hiệu đơn và đôi tại ITF G4 ở San José. Tại Giải quần vợt Mỹ Mở rộng 2015 vào Tháng 9 năm 2015, anh đã vượt qua vòng loại nội dung đơn vào vòng ba cho giải grand Slam thứ hai liên tiếp. Ở đôi, anh giành danh hiệu với Félix Auger-Aliassime. Vào tháng 10 năm 2015, Shapovalov và hai tay vợt đồng hương Félix Auger-Aliassime và Benjamin Sigouin lần đầu tiên giành được danh hiệu Davis Cup Trẻ lịch sử cho Canada. Tại Giải quần vợt Pháp Mở rộng vào Tháng 5 năm 2016, anh vào bán kết nội dung đơn và vòng hai nội dung đôi. Vào đầu tháng 7 năm 2016, anh đã giành được danh hiệu G1 đầu tiên sau khi vô địch Roehampton. Một tuần sau, Shapovalov trở thành tay vợt người Canada thứ 3 giành được danh hiệu trẻ Grand Slam sau chiến thắng 3 set trước Alex De Minaur tại Giải quần vợt Wimbledon 2016. Anh cũng vào chung kết nội dung đôi với Félix Auger-Aliassime.
Khi còn trẻ, anh có thành tích thắng/thua 86-32.
Thành tích đánh đơn Grand Slam trẻ
Úc Mở rộng: V2 (2015)

Pháp Mở rộng: BK (2016)

Wimbledon: CK (2016)

Mỹ Mở rộng: VĐ (2015)
Thành tích đánh đôi Grand Slam trẻ
Úc Mở rộng: V1 (2015

Pháp Mở rộng: V2 (2016

Wimbledon: CK (2016

Mỹ Mở rộng: VĐ (2015)

### 2015-16: Năm đầu tiên
Vào cuối tháng 11 năm 2015, Shapovalov giành được danh hiệu đôi đầu tiên của ITF Futures ở Pensacola. Vào tháng 1 năm 2016, anh vào chung kết nội dung đôi ITF Futures ở Sunrise. Một tuần sau, anh giành được danh hiệu đơn chuyên nghiệp đầu tiên với chiến thắng chóng vánh trước Pedro Sakamoto tại ITF Futures ở Weston. Vào tháng 3 năm 2016, anh vào bán kết giải Challenger Banque Nationale de Drummondville, đánh bại tay vợt top 100 đầu tiên là Austin Krajicek trước khi thua Daniel Evans sau 3 set.
Vào tháng 4 năm 2016, Shapovalov giành được danh hiệu đơn thứ hai và thứ ba sau khi đánh bại tay vợt số 286 trên thế giới Tennys Sandgren tại ITF 25K ở Memphis và vô địch ITF 10K ở Orange Park trước Miomir Kecmanović hai tuần sau. Anh cũng giành được danh hiệu đôi ở Orange Park. Vào tháng 7 năm 2016, Shapovalov được đặc cách vào giải Washington, tham dự vòng đấu chính giải ATP đầu tiên của anh. Anh đánh bại Lukáš Lacko trong ba set. Shapovalov sau đó lại được đặc cách vào giải Rogers Cup một tuần sau đó. Ở vòng đầu, anh đánh bại tay vợt số 19 thế giới Nick Kyrgios, đánh bại sau 3 set và đây là chiến thắng đầu tiên ở cấp độ Masters. Anh đánh bại số 40 thế giới Grigor Dimitrov chóng vánh ở vòng tiếp theo.

### 2017: Bán kết Masters 1000 vào top 50
Vào tháng 2 năm 2017, Shapovalov được chọn chơi cho Đội tuyển Davis Cup Canada ở vòng 1 Nhóm Thế giới gặp Anh Quốc, và thua trước Dan Evans. Trong trận đấu quyết định với Kyle Edmund, anh đã đánh bóng vào trọng tài trận đấu, Arnaud Gabas, vào mắt sau khi đánh bóng vô tình đổi hướng vào đám đông trong sự tức giận sau khi bắt đầu set 3, dẫn đến việc bị truất quyền thi đấu ngay lập tức do hành vi phi thể thao tác và defaulted trận đấu.

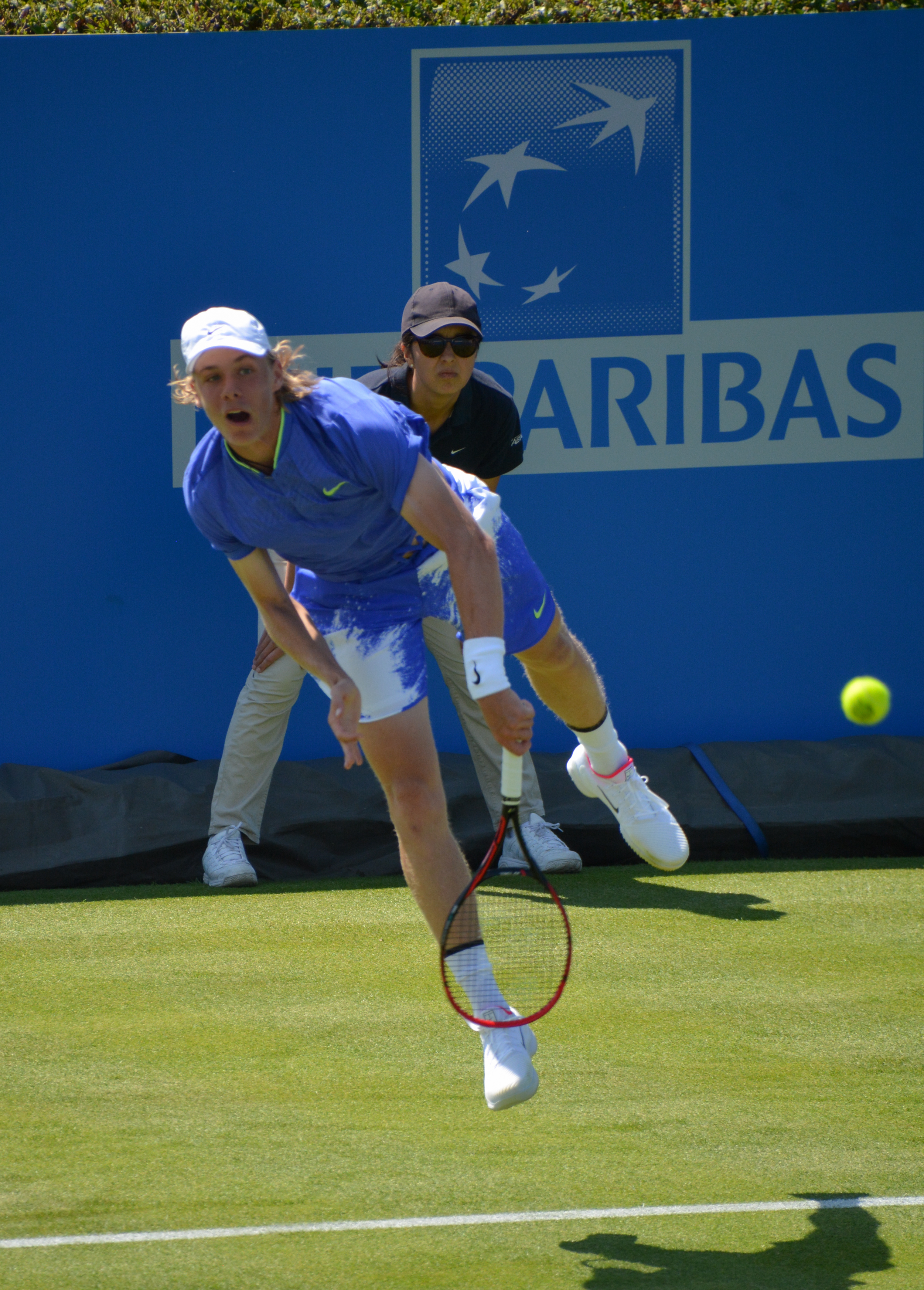
Shapovalov tại Queen's Club Championships 2017.

Vào tháng 3 ở Gatineau, Shapovalov đã giành được danh hiệu đơn ITF Futures thứ tư sau khi đánh bại chóng vánh Gleb Sakharov. Hai tuần sau, anh đã giành được danh hiệu ATP Challenger đầu tiên sau chiến thắng Ruben Bemelmans tại 75K ở Drummondville, và là tay vợt trẻ người Canada vô địch một giải Challenger sau Félix Auger-Aliassime's vô địch ở Open Sopra Steria de Lyon cuối năm trước. Tuần tiếp theo, anh đã bị Mirza Bašić đánh bại trong trận chung kết ATP Challenger 50K ở Guadalajara, kết thúc chuỗi 17 trận thắng liên tiếp. Tại Giải quần vợt Pháp Mở rộng 2017 vào tháng 5, giải Grand Slam chuyên nghiệp đầu tiên của anh, anh đã bị đánh bại ở vòng một vòng loại đơn nam trước hạt giống vòng loại 1 Marius Copil sau 3 set. Vào tháng 6, Shapovalov đã vượt qua vòng loại giải ATP 500 Queen's Club Championships, vòng đấu chính ATP thứ tư của anh khi vượt qua vòng loại. Ở vòng đầu, anh đánh bại tay vợt top 50 thứ hai của anh, số 47 thế giới Kyle Edmund, trước khi thua số 14 thế giới Tomáš Berdych. Tại Giải quần vợt Wimbledon 2017 vào tháng 7, Shapovalov đã được đặc cách vào vòng đấu chính. Anh đã bị đánh bại bởi Jerzy Janowicz ở vòng đầu. Vào cuối tháng, anh giành được danh hiệu ATP Challenger thứ hai, đánh bại tay vợt đồng hương Peter Polansky trong trận chung kết tại 75K ở Gatineau.
Shapovalov đã có bức đột phá đầu tiên của mình vào tháng 8 tại Rogers Cup 2017 khi đánh bại tay vợt số 31 thế giới Juan Martín del Potro ở vòng 2 và số 2 thế giới Rafael Nadal ở vòng đấu tiếp theo, đây là tay vợt top 10 đầu tiên mà anh đã đánh bại. Anh đã đánh bại số 42 thế giới Adrian Mannarino ở vòng tứ kết trước khi bị loại bởi tay vợt số 8 thế giới Alexander Zverev ở bán kết, trở thành tay vợt trẻ vào bán kết một giải ATP World Tour Masters 1000.
Mặc dù đã có thành tích ở Rogers Cup, Shapovalov đã vượt qua vòng loại Giải quần vợt Mỹ Mở rộng 2017. Ở vòng loại, anh đã đánh bại Denis Kudla, Gastão Elias, và Jan Šátral. Ở vòng đấu chính, Shapovalov đánh bại Daniil Medvedev ở vòng một, sau đó là hạt giống số 8 Jo-Wilfried Tsonga. Anh đã vào vòng 4 sau khi đánh bại Kyle Edmund sau 4 set, trở thành tay vợt trẻ vào vòng 4 kể từ Michael Chang năm 1989. Anh đã bị loại ở vòng 4 trước số 19 thế giới Pablo Carreño Busta, sau đó anh đã lên vị trí số 51. Shapovalov đã được đặc cách vào vòng đấu chính Shanghai Rolex Masters 2017 vào tháng 10 khi anh thua ở vòng 1 trước Viktor Troicki sau 3 set. Anh cũng bị loại ở vòng 1 của giải Rolex Paris Masters 2017 hai tuần sau đó trước Julien Benneteau. Vào tháng 11, Shapovalov được vào giải Next Generation ATP Finals với 7 hạt giống đơn khác cho tay vợt dưới 21 tuổi. Là hạt giống số 3, Shapovalov đã kết thúc với 1 trận thắng và 2 trận thua ở vòng bảng, do đó không thể vào được bán kết.

### 2018: Tiếp tục sự nghiệp vào top 30
Shapovalov khởi đầu mùa giải 2018 tại Brisbane International 2018, khi anh đã thua ở vòng 1 ở nội dung đơn, trước Kyle Edmund, và cả nội dung đôi, trước nhà vô địch sau đó là Henri Kontinen và John Peers. Tại ASB Classic 2018, anh đánh bại Rogério Dutra Silva ở vòng một nhưng sau đó đã bị loại ở vòng 2 trước hạt giống số 2 Juan Martín del Potro một cách chóng vánh. Tại Giải quần vợt Úc Mở rộng 2018, Shapovalov thắng chóng vánh vòng một trước Stefanos Tsitsipas, nhưng thua ở vòng hai trước Jo-Wilfried Tsonga sau 5 set mặc dù dẫn trước 5-2 Tsonga.
Shapovalov sau đó lần đầu tham dự Delray Beach Open 2018 khi anh vào vòng bán kết. Anh đánh bại Ivo Karlović, Jared Donaldson, và Taylor Fritz ở ba vòng đầu, trước khi bị loại bởi nhà vô địch sau đó Frances Tiafoe. Tuần tiếp theo tại Mexican Mở rộng, Shapovalov đánh bại cựu số 4 thế giới Kei Nishikori sau 3 set ở vòng 1 nhưng thua trước số 6 thế giới Dominic Thiem ở vòng hai. Shapovalov bắt đầu tháng ba khi anh khởi đầu ở BNP Paribas Masters 2018, đánh bại tay vợt vượt qua vòng loại Ričardas Berankis ở vòng đầu. Tuy nhiên, anh đã bị loại bởi hạt giống số 30 Pablo Cuevas ở vòng hai. Tại Míami Open 2018, anh đánh bại Viktor Troicki, số 30 thế giới Damir Džumhur, và số 14 thế giới Sam Querrey trong ba vòng đầu tiên. Anh đã bị đánh bại bởi Borna Ćorić ở vòng bốn.
Shapovalov bắt đầu mùa giải sân đất nện tại Monte-Carlo Masters 2018, khi anh thua chóng vánh trước tay vợt vượt qua vòng loại Stefanos Tsitsipas ở vòng 1. Tại giải sân đất nện thứ hai, Gazprom Hungarian Open 2018, anh lại một lần nữa thua ở vòng đầu tiên, lần này là trước Nikoloz Basilashvili. Tại Mutua Madrid Open 2018, anh đã đánh bại Tennys Sandgren và Benoît Paire, trước khi thắng tay vợt đồng hương Milos Raonic để vào tứ kết. Sau đó, anh đánh bại Kyle Edmund để trở thành tay vợt trẻ nhất trong lịch sử vào bán kết giải Madrid Open. Anh đã thua chóng vánh trước số 3 thế giới và là nhà vô địch sau đó là Alexander Zverev. Shapovalov có vinh quang khi giải sân đất nện này đã đưa anh vào top 30 thế giới đầu tiên trong sự nghiệp. Anh đã trở thành tay vợt trẻ nhất vào top 30 sau Richard Gasquet vào năm 2005. Tuần tiếp theo tại Internazionali BNL d'Italia 2018, Shapovalov đánh bại Tomáš Berdych trong 3 set và Robin Haase cũng sau 3 set và phải gặp Rafael Nadal ở vòng ba. Với chiến thắng trước Berdych, Shapovalov đã trở thành tay vợt số 1 Canada mới. Anh đã bị loại chóng vánh trước Rafael Nadal. Shapovalov tiếp tục tham dự Giải quần vợt Pháp Mở rộng 2018 và đánh bại John Millman chóng vánh ở vòng đầu, nhưng đã thua trước Maximilian Marterer ở vòng tiếp theo.
Shapovalov tiếp tục tham dự MercedesCup 2018, giải sân cỏ đầu tiên của anh, nhưng đã thua ở vòng một trước tay vợt vượt qua vòng loại Prajnesh Gunneswaran. Giải tiếp theo là Queen's Club Championships 2018, anh đã tiếp tục thua ở vòng một, lần này là trước Gilles Müller. Mặc dù struggles, Shapovalov vẫn tham dự Eastbourne International. Hạt giống số 3, anh đánh bại Jared Donaldson ở vòng hai chỉ thua ở vòng tứ kết trước Mischa Zverev ở tứ kết. Trong lần đầu tiên tham dự Giải Vô địch Wimbledon, Shapovalov thắng vòng đầu trước Jeremy Chardy, nhưng thua trước Benoit Paire ở vòng tiếp theo sau khi thắng set đầu 6-0.

## ATP Challenger Tour và chung kết ITF Futures

### Đơn: 7 (6 danh hiệu, 1 á quân)
| Chú thích                 |
| ------------------------- |
| ATP Challenger Tour (2–1) |
| ITF Futures (4–0)         |

| Kết quả | T-B | Ngày             | Giải đấu              | Thể loại   | Mặt sân  | Đối thủ           | Tỉ số              |
| ------- | --- | ---------------- | --------------------- | ---------- | -------- | ----------------- | ------------------ |
| Vô địch | 1–0 | tháng 1 năm 2016 | USA F5, Weston        | Futures    | Đất nện  | Pedro Sakamoto    | 7–6(7–2), 6–3      |
| Vô địch | 2–0 | tháng 4 năm 2016 | USA F12, Memphis      | Futures    | Cứng     | Tennys Sandgren   | 7–6(7–4), 7–6(7–4) |
| Vô địch | 3–0 | tháng 4 năm 2016 | USA F14, Orange Park  | Futures    | Đất nện  | Miomir Kecmanović | 7–5, 2–6, 7–6(8–6) |
| Vô địch | 4–0 | tháng 3 năm 2017 | Canada F1, Gatineau   | Futures    | Cứng (i) | Gleb Sakharov     | 6–2, 6–4           |
| Vô địch | 5–0 | tháng 3 năm 2017 | Drummondville, Canada | Challenger | Cứng (i) | Ruben Bemelmans   | 6–3, 6–2           |
| Á quân  | 5–1 | tháng 3 năm 2017 | Guadalajara, Mexico   | Challenger | Cứng     | Mirza Bašić       | 4–6, 4–6           |
| Vô địch | 6–1 | tháng 7 năm 2017 | Gatineau, Canada      | Challenger | Cứng     | Peter Polansky    | 6–1, 3–6, 6–3      |

### Đôi: 3 (2 danh hiệu, 1 á quân)
| Chú thích                 |
| ------------------------- |
| ATP Challenger Tour (0–0) |
| ITF Futures (2–1)         |

| Kết quả | T-B | Ngày              | Giải đấu             | Thể loại | Mặt sân | Đồng đội   | Đối thủ                       | Tỉ số    |
| ------- | --- | ----------------- | -------------------- | -------- | ------- | ---------- | ----------------------------- | -------- |
| Vô địch | 1–0 | tháng 11 năm 2015 | USA F33, Pensacola   | Futures  | Đất nện | Péter Nagy | Christopher Ephron Bruno Savi | 6–3, 6–2 |
| Á quân  | 1–1 | tháng 1 năm 2016  | USA F4, Sunrise      | Futures  | Đất nện | Péter Nagy | Isak Arvidsson Kaichi Uchida  | 4–6, 4–6 |
| Vô địch | 2–1 | tháng 4 năm 2016  | USA F14, Orange Park | Futures  | Đất nện | Péter Nagy | Ruben Gonzales Dennis Nevolo  | 6–2, 6–3 |

## Chung kết Grand Slam trẻ

### Đơn: 1 (1 danh hiệu)
| Kết quả | Năm  | Giải đấu  | Mặt sân | Đối thủ        | Tỉ số         |
| ------- | ---- | --------- | ------- | -------------- | ------------- |
| Vô địch | 2016 | Wimbledon | Cỏ      | Alex De Minaur | 4–6, 6–1, 6–3 |

### Đôi: 2 (1 danh hiệu, 1 á quân)
| Kết quả | Năm  | Giải đấu   | Mặt sân | Đồng đội              | Đối thủ                           | Tỉ số         |
| ------- | ---- | ---------- | ------- | --------------------- | --------------------------------- | ------------- |
| Vô địch | 2015 | Mỹ Mở rộng | Cứng    | Félix Auger-Aliassime | Brandon Holt Riley Smith          | 7–5, 7–6(7–3) |
| Á quân  | 2016 | Wimbledon  | Cỏ      | Félix Auger-Aliassime | Kenneth Raisma Stefanos Tsitsipas | 6–4, 4–6, 2–6 |

## Thống kê sự nghiệp đơn
| VĐ | CK | BK | TK | V# | RR | Q# | A |  | Z# | PO | G | F-S | SF-B | NMS | NH |

Bảng dưới đây tính đến Queen's Club Championships 2018.
| Giải đấu                    | 2015 | 2016 | 2017  | 2018  | SR         | T-B        | %Thắng     |
| --------------------------- | ---- | ---- | ----- | ----- | ---------- | ---------- | ---------- |
| Grand Slam                  |      |      |       |       |            |            |            |
| Úc Mở rộng                  | A    | A    | A     | V2    | 0 / 1      | 1–1        | 50%        |
| Pháp Mở rộng                | A    | A    | VL1   | V2    | 0 / 1      | 1–1        | 50%        |
| Wimbledon                   | A    | A    | V1    |       | 0 / 1      | 0–1        | 0%         |
| Mỹ Mở rộng                  | A    | A    | V4    |       | 0 / 1      | 3–1        | 75%        |
| Thắng-Bại                   | 0–0  | 0–0  | 3–2   | 2–2   | 0 / 4      | 5–4        | 56%        |
| Thành tích đội tuyển        |      |      |       |       |            |            |            |
| Davis Cup                   | A    | PO   | V1    | V1    | 0 / 2      | 4–3        | 57%        |
| ATP World Tour Masters 1000 |      |      |       |       |            |            |            |
| Indian Wells Masters        | A    | A    | A     | V2    | 0 / 1      | 1–1        | 50%        |
| Miami Masters               | A    | A    | A     | V4    | 0 / 1      | 3–1        | 75%        |
| Monte-Carlo Masters         | A    | A    | A     | V1    | 0 / 1      | 0–1        | 0%         |
| Madrid Open                 | A    | A    | A     | BK    | 0 / 1      | 4–1        | 80%        |
| Rome Masters                | A    | A    | A     | V3    | 0 / 1      | 2–1        | 67%        |
| Rogers Cup                  | A    | V2   | BK    |       | 0 / 2      | 5–2        | 71%        |
| Cincinnati Masters          | A    | A    | A     |       | 0 / 0      | 0–0        | –          |
| Thượng Hải Masters          | A    | A    | V1    |       | 0 / 1      | 0–1        | 0%         |
| Paris Masters               | A    | A    | V1    |       | 0 / 1      | 0–1        | 0%         |
| Thắng-Bại                   | 0–0  | 1–1  | 4–3   | 10–5  | 0 / 9      | 15–9       | 63%        |
| Thống kê sự nghiệp          |      |      |       |       |            |            |            |
|                             | 2015 | 2016 | 2017  | 2018  | SR         | T-N        | %Thắng     |
| Giải đấu                    | 0    | 2    | 10    | 14    | 26         | 26         | 26         |
| Danh hiệu                   | 0    | 0    | 0     | 0     | 0          | 0          | 0          |
| Chung kết                   | 0    | 0    | 0     | 0     | 0          | 0          | 0          |
| Thắng-Bại Sân Cứng          | 0–0  | 2–2  | 11–11 | 10–7  | 0 / 17     | 23–20      | 53%        |
| Thắng-Bại Sân Đất nện       | 0–0  | 0–0  | 0–0   | 8–6   | 0 / 5      | 8–6        | 57%        |
| Thắng-Bại Sân Cỏ            | 0–0  | 0–0  | 1–2   | 0–2   | 0 / 4      | 1–4        | 20%        |
| Tổng Thắng-Bại              | 0–0  | 2–2  | 12–13 | 18–15 | 0 / 26     | 32–30      | 52%        |
| %Thắng                      | –    | 50%  | 48%   | 55%   | 51.61%     | 51.61%     | 51.61%     |
| Xếp hạng cuối năm           | 1162 | 250  | 51    |       | $1,648,595 | $1,648,595 | $1,648,595 |

## Thắng đối thủ trong top 10
Shapovalov đã có thành tích 1–4 (20%) trước các tay vợt đối thủ, tại thời điểm trận đấu đã được chơi, đối thủ trong top 10.
| Season | 2015 | 2016 | 2017 | 2018 | Tổng số |
| Thắng  | 0    | 0    | 1    | 0    | 1       |

| Số   | Đối thủ      | Xếp hạng | Giải đấu         | Mặt sân | Vòng | Tỉ số              | Xếp hạng của Shapovalov |
| ---- | ------------ | -------- | ---------------- | ------- | ---- | ------------------ | ----------------------- |
| 2017 |              |          |                  |         |      |                    |                         |
| 1.   | Rafael Nadal | 2        | Montreal, Canada | Cứng    | V3   | 3–6, 6–4, 7–6(7–4) | 143                     |

## Thành tích đội tuyển

### Davis Cup (4-3)
| Nhóm khu vực                  |
| ----------------------------- |
| Nhóm Thế giới (1–3)           |
| Play-offs Nhóm Thế giới (3–0) |
| Nhóm I (0–0)                  |

| Mặt sân thi đấu |
| --------------- |
| Cứng (3–2)      |
| Đất nện (1–1)   |
| Cỏ (0–0)        |

| Thể loại trận đấu |
| ----------------- |
| Đơn (4–3)         |
| Đôi (0–0)         |

| Địa điểm thi đấu |
| ---------------- |
| Canada (3–2)     |
| Khách (1–1)      |

| Nhóm | Vòng | Ngày             | Đối thủ  | Kết quả đối đầu | Địa điểm | Mặt sân     | Trận đấu             | Đối thủ             | T-B   | Tỉ số trận đấu                    |
| 2016 | 2016 | 2016             | 2016     | 2016            | 2016     | 2016        | 2016                 | 2016                | 2016  | 2016                              |
| ---- | ---- | ---------------- | -------- | --------------- | -------- | ----------- | -------------------- | ------------------- | ----- | --------------------------------- |
| TG   | PO   | tháng 9 năm 2016 | Chile    | 5–0             | Halifax  | Cứng (i)    | Trận đơn 4 (dead)    | Christian Garín     | Thắng | 7–6(7–5), 6–4                     |
| 2017 |      |                  |          |                 |          |             |                      |                     |       |                                   |
| TG   | V1   | tháng 2 năm 2017 | Anh Quốc | 2–3             | Ottawa   | Cứng (i)    | Trận đơn 1           | Dan Evans           | Thua  | 3–6, 3–6, 4–6                     |
| TG   | V1   | tháng 2 năm 2017 | Anh Quốc | 2–3             | Ottawa   | Cứng (i)    | Trận đơn 5 (decider) | Kyle Edmund         | Thua  | 3–6, 4–6, 1–2 def.                |
| TG   | PO   | tháng 9 năm 2017 | Ấn Độ    | 3–2             | Edmonton | Cứng (i)    | Trận đơn 2           | Yuki Bhambri        | Thắng | 7–6(7–2), 6–4, 6–7(6–8), 4–6, 6–1 |
| TG   | PO   | tháng 9 năm 2017 | Ấn Độ    | 3–2             | Edmonton | Cứng (i)    | Trận đơn 4           | Ramkumar Ramanathan | Thắng | 6–3, 7–6(7–1), 6–3                |
| 2018 |      |                  |          |                 |          |             |                      |                     |       |                                   |
| TG   | V1   | tháng 2 năm 2018 | Croatia  | 1–3             | Osijek   | Đất nện (i) | Trận đơn 1           | Viktor Galović      | Thắng | 6–4, 6–4, 6–2                     |
| TG   | V1   | tháng 2 năm 2018 | Croatia  | 1–3             | Osijek   | Đất nện (i) | Trận đơn 4           | Borna Ćorić         | Thua  | 4–6, 4–6, 4–6                     |

## Giải thưởng
- 2017 – ATP Star of Tomorrow[82]
- 2017 – Tay vợt tiến bộ của năm[82]
- 2017 – Nam vận động viên Canada của năm[83]
- 2017 – Giải thưởng Lionel Conacher[84]